# Heroldsberg

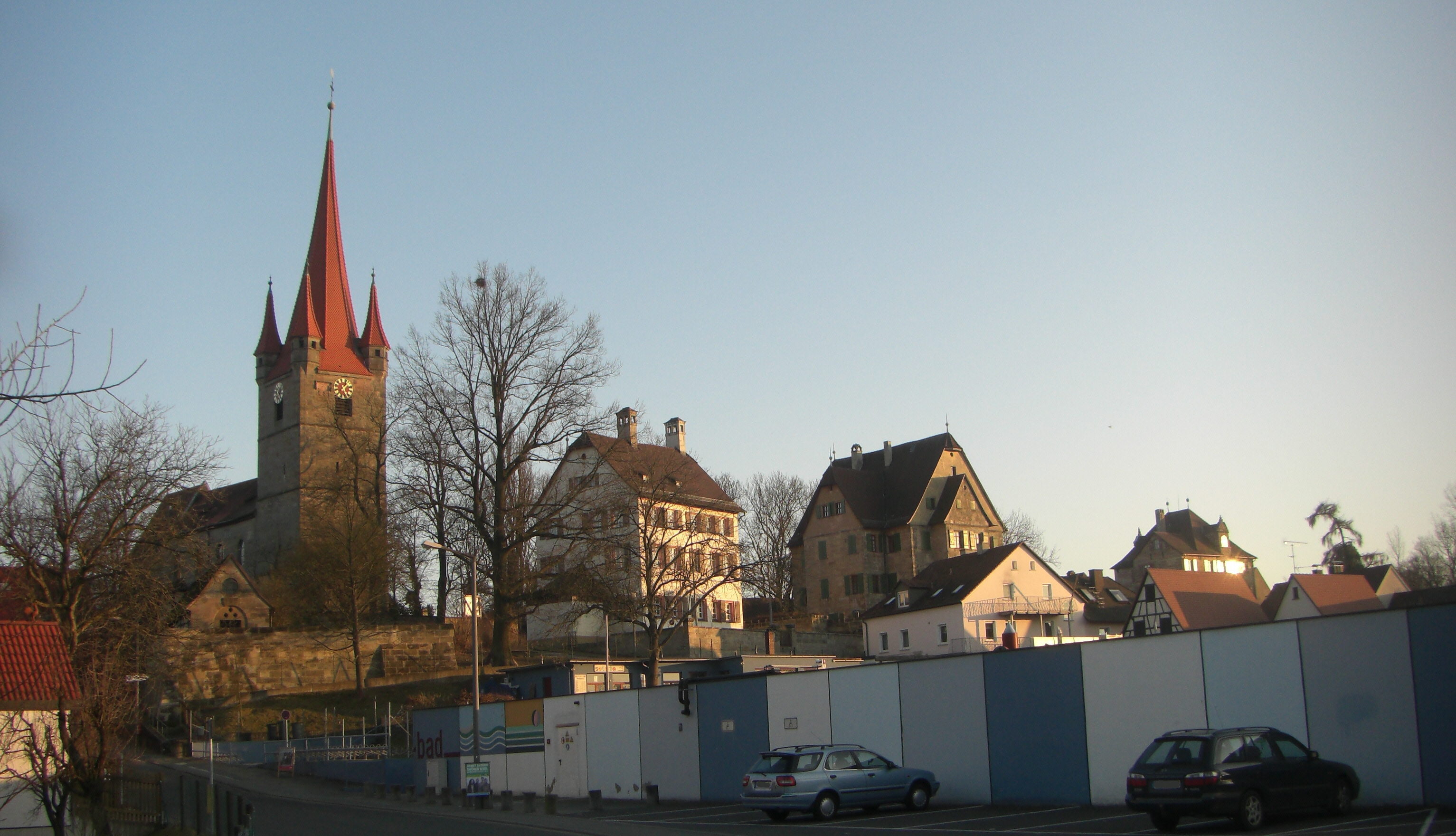
Heroldsberg

Heroldsberg este o comună-târg din districtul Erlangen-Höchstadt, regiunea administrativă Franconia Mijlocie, landul Bavaria, Germania.